# Nigel Gibson
Nigel Gibson je britanski aktivist, znanstvenik, ki je specializiran za filozofijo in pisatelj, ki se v svojem delu osredotoča zlasti na Frantza Fanona. Je strokovnjak na področju afrikanske miselnosti postkolonializma in afriških študij. Svoje delo je predstavil v Afriki, Evropi in Ameriki, govoril pa je tudi v Združenih narodih in nastopil na programu History Channel. 

## BIOGRAFIJA
Gibson se je rodil v Londonu in je bil aktiven udeleženec rudarske stavke v letih 1984-1985. Diplomiral je na Univerzi Wales, Aberystwyth. V Londonu je spoznal južnoafriške izgnance iz Gibanja za črno zavest in v pogovoru z njimi pripravil nekaj vplivnih akademskih del o gibanju. 
Kasneje se je preselil v Združene države Amerike. Tam je sodeloval z Rayo Dunayevsko v marksistično-humanističnem gibanju, študiral z Raymondom Geussom in Edwardom Saidom ter postal pomemben teoretik Frantza Fanona. O njemu je napisal veliko del. Skupaj z Noamom Chomskim, Naomi Klein, Slavojem Žižkom in drugimi, je Nigel Gibson podprl izjavo proti nasilju držav,  podporo južnoafriški organizaciji prebivalcev barak Abahlali baseMjondolo. 
Gibsonovo delo je imelo velik vpliv v Južni Afriki, kjer ga pogosto citirajo akademiki in aktivisti. Je član Odbora za akademsko svobodo v Afriki. Pred tem je bil pomočnik direktorja za afriške študije na Univerzi Columbia in raziskovalni sodelavec za afriško-ameriške študije na Univerzi Harvard. Na Univerzi Columbia je naredil magisterij in doktorat. 
Danes je Nigel Gibson izredni profesor za postkolonialne študije na Inštitutu za svobodne umetnosti in interdisciplinarne študije, Emerson College v Bostonu in tudi častni profesor na UHURU, univerzi, ki se trenutno imenuje Rhodes, Makana, Južna Afrika.

## DELA
Gibson je skupaj z Andrewom N. Rubinom uredil obsežno zbirko del o Theodorju Adornu in je sourednik zbirke del o Stevu Biku. Njegovo nedavno delo je zaznamovala vrnitev k zanimanju za Frantza Fanona s posebnim poudarkom na recepciji Fanona v ljudskih bojih v Južni Afriki.
Je avtor knjige Fanon: The Postcolonial Imagination (2003), ki je prejela nagrado Karibskega filozofskega združenja. Leta 2013 je bilo to delo prevedeno v arabščino.
Je urednik knjig Rethinking Fanon (1999) in Challenging Hegemony (2006). Njegovi najnovejši deli sta Frantz Fanon in Psychiatry and Politics (2017), ki ju je napisal skupaj z Robertom Beneducejem. Izšli sta pri založbi Rowman and Littlefield z afriško izdajo pri založbi Wits University Press in Fanon Today: Reason and Revolt of the Wretched of the Earth (2021), ki je izšla pri založbi Daraja Press. Je sourednik knjige Contested Terrains: Adorno: A critical reader (2002) in Biko Lives (2008). Trenutno je urednik revije Journal of Asian and African Studies. 

## NAGRADE
Leta 2009 mu je Karibsko filozofsko združenje podelilo Fanonovo nagrado. Po mnenju združenja, je Gibson postavil visoke standarde v Fanonovih študijah in zgodovinsko utemeljeni politični misli o Afriki in Karibih.

## KNJIGE
1999. Rethinking Fanon: The Continuing Legacy, Humanity books
2002. Contested Terrains and Constructed Categories: Bond, Westview
2002. Adorno: A Critical Reader (z Andrewom N. Rubinom), Blackwell
2003. Fanon: The Postcolonial Imagination, Polity
2006. Challenging Hegemony: Africa World Press
2008. Biko Lives (z Andile Mngxitama in Amando Alexander), Palgrave MacMillan
2011. Fanonian Practices in South Africa: Biko do Abahlali baseMjondolo, UKZN Press in Palgrave MacMillan
2011. Living Fanon: Fanon: Global Perspectives, Palgrave MacMillan 
2017. Frantz Fanon, Psychiatry and Politics (z Robertom Beneducejem), Rowman and Littlefield International in Wits UP
2020. Fanon and the Rationality of Revolt, Daraja Press
2021. Fanon Today: Fanon: Reason and Revolt of the Wretched of the Earth (urednik), Daraja Press

## VIRI:
Frantz Fanon & the Post-Colonial Imagination by Nigel Gibson. [citirano 20. 11. 2022]. Dostopno na naslovu: https://libcom.org/article/frantz-fanon-post-colonial-imagination-nigel-gibson
Fanonian Practices in South Africa. [citirano 22. 11. 2022]. Dostopno na naslovu: https://scholar.google.com/citations?view_op=view_citation&hl=en&user=vh4KsO8AAAAJ&citation_for_view=vh4KsO8AAAAJ:d1gkVwhDpl0C
Nigel C. Gibson. [citirano 20. 11. 2022]. Dostopno na naslovu: https://www.newframe.com/writer/nigel-gibson/
Nigel Gibson. [citirano 20. 11. 2022]. Dostopno na naslovu: https://emerson.edu/faculty-staff-directory/nigel-gibson